# 栗山茂 (版画家)
栗山 茂（くりやま しげる、1912年11月18日 - 2010年9月9日）は、日本の版画家。紐版画や紙版画など多彩で自在な試みを展開した。日本版画協会名誉会員。静岡県版画協会名誉会長。

## 人物・略歴
静岡市鷹匠町に生まれる。雑誌『若草』で竹久夢二の絵にふれて憧れ、 同じ頃木版画を試作。のち青木四郎を介して知った浦田儀一の父（摺師）から版画の手ほどきを受ける。平塚運一や永瀬義郎の技法書にも学ぶ。1929年秋、小川龍彦、中村岳（仲蔵)、杉山正義、青木四郎とともに童土社結成。同年10月、童土社創作版画展第1回展開催。
1930年、中学卒業記念に同人誌『艸笛』を創刊、友人とともに版画や童謡、詩を寄せる。同年末、それぞれ個々に 版画誌を主催していた小川の『まるめろ』と中村の『有加利樹』に『艸笛』を統合、新たに『ゆうかり』を創刊。『ゆうかり』は1935年8月の第30号まで続刊するが、そのうち第1~24、28、30号に参加した。
1932年より静岡市役所水道課に勤務。1934年、機械刷に移行しつつあった『ゆうかり』と距離を置き、手摺版画に研究的な内容も合わせた『飛白』（ひはく）を創刊。近くに住んでいた式場隆三郎の協力も得て 1936年8月の第1巻4・5・6号（合併号）まで4冊を刊行した。童土社展や『飛白』で恩地孝四郎や前川千帆、川上澄生、平塚運一ら中央で活躍する版画家に参加を呼びかけて積極的な交流を図り、1934年9月には飛白社と童土社の共催で「平塚運一氏版画講習会」を実現させている。自身も静岡県内外の多くの版画誌に作品を寄せ、『有加利樹（再刊）』第1~3輯、『白と黒』第2・7~21・23・25・30・33号、『版芸術』第1・6・9号、『かけた壺』第15・16・23号、『彫りと摺り』第5号、『九州版画』第3・4号、『日本版画協会々報』第28号、『櫟』第 8・9・11・13輯に掲載がある。公募展では日本版画協会に1932年の第2回展から、国画会に 1933年の第8回展からほぼ毎年入選を続け、1936年には国画会第11回展に出品した《日本平A》、《日本平B》、《駿府城趾》で国画奨学賞を、日本版画協会第4回展に出品した《静物A》、《静物B》、《駿河城跡》で日本版画協会賞を受賞。1937年より日本版画協会会員。同年から戦中にかけては「松永茂」と改名。
1939年、市役所を辞し、3月に満州へ渡る。東辺道開発株式会社や南満州鉄道株式会社に勤務。満州でも制作を続け、中川雄太郎を介して本土の版画展や版画誌に作品を寄せ、日本版画協会が企画した「新日本百景」頒布会にも1940年の《芦之湖初秋》で参加、また満州国美術展覧会にも出品、入選している。奉天で再会した松村松次郎に誘われ、大久保一らと美術グループ「青々会」に加入、1939・40 年頃、展覧会を開催。1943年頃から職務により制作が中断。
1948年6月、帰国。童土社を静岡県版画協会と改称して活動を再開。戦後は日本版画協会や国画会（1950年版画部会友、1958年会員）、静岡県版画協会を舞台に活躍。1950年、刀を使わない版画「ひも版画」を、1955年、ボール紙と切り出しだけで制作する版画を、考案。自由な発想で制作を続けた。1974年、発掘品をテーマに「古代の賦シリーズ」に取り組む。1992年、日本版画協会名誉会員。静岡県版画協会名誉会長となる。2000年、第16回特別展「栗山茂版画展」を島田市博物館で開催。2003年、国画会永年会員。2010年（平成22年）9月9日、静岡市で逝去。

## 受賞歴
- 1936年 第1回日本版画協会賞
- 1936年 国画奨学賞

## 家族
- 妹：栗山彌生(くりやま・やよい)[6] 1915 ~ 1953 版画家

## 主な作品所属先
- 島田市博物館
- 静岡県立美術館[7]
- 練馬区立美術館
- 山梨県立美術館[8]